# Jardín Botánico de San Luis Obispo
El Jardín Botánico de San Luis Obispo en inglés : San Luis Obispo Botanical Garden, es un jardín botánico de administración privada, aún en ejecución, que cuando esté completado alcanzará los 150 acres (60 hectáreas) de extensión. 
Alberga una colección de plantas de las cinco zonas del mundo con clima Mediterráneo; California, Chile, Australia, África del Sur y los países de la cuenca del Mediterráneo. 
Se ubica dentro del El Chorro Regional Park, sobre unas colinas de la zona costera central de California, entre San Luis Obispo y Morro Bay, EE. UU.

## Localización
San Luis Obispo Botanical Garden 3450 Dairy Creek Road, San Luis Obispo, San Luis Obispo county, California CA 93403 United States of America-Estados Unidos de América.
Planos y vistas satelitales.35°20′27″N 120°43′14″O / 35.34083, -120.72056
El jardín botánico es visitable durante todo el año.

## Historia

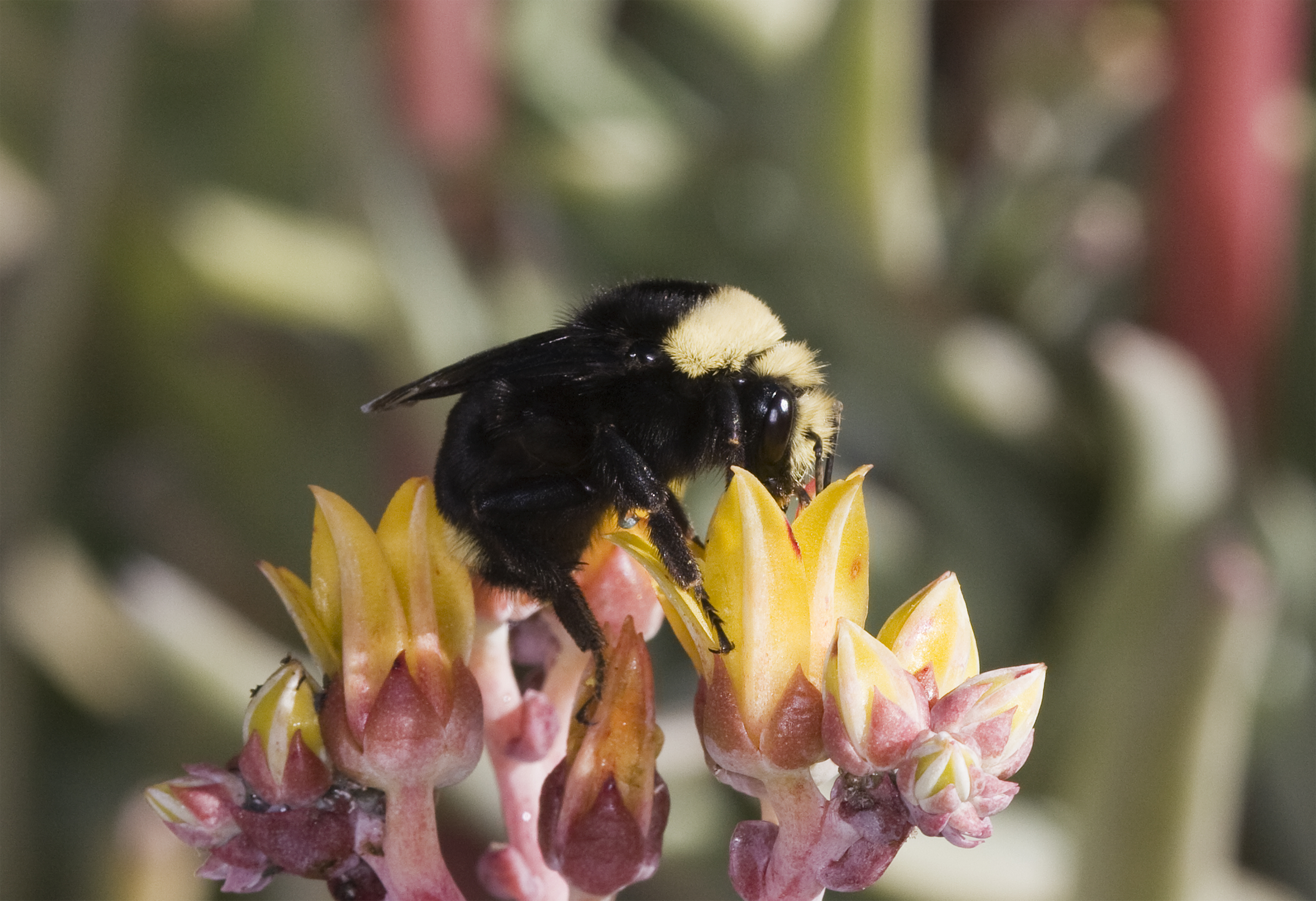
Un ejemplar de Bombus vosnesenskii sobre las flores de la planta nativa de California Dudleya lanceolata, en el jardín botánico.

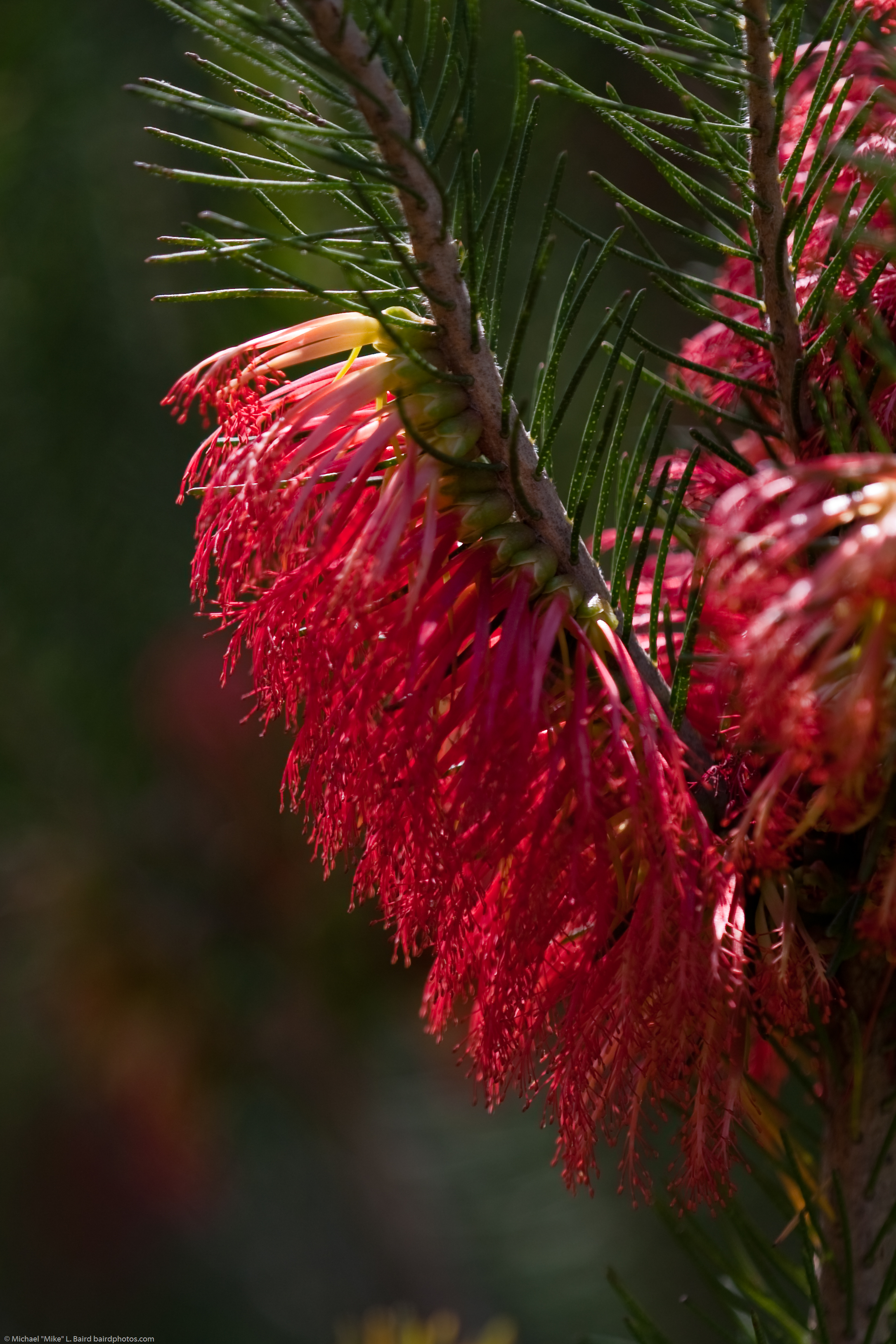
La planta Calothamnus quadrifidus, nativa del Suroeste de Australia.

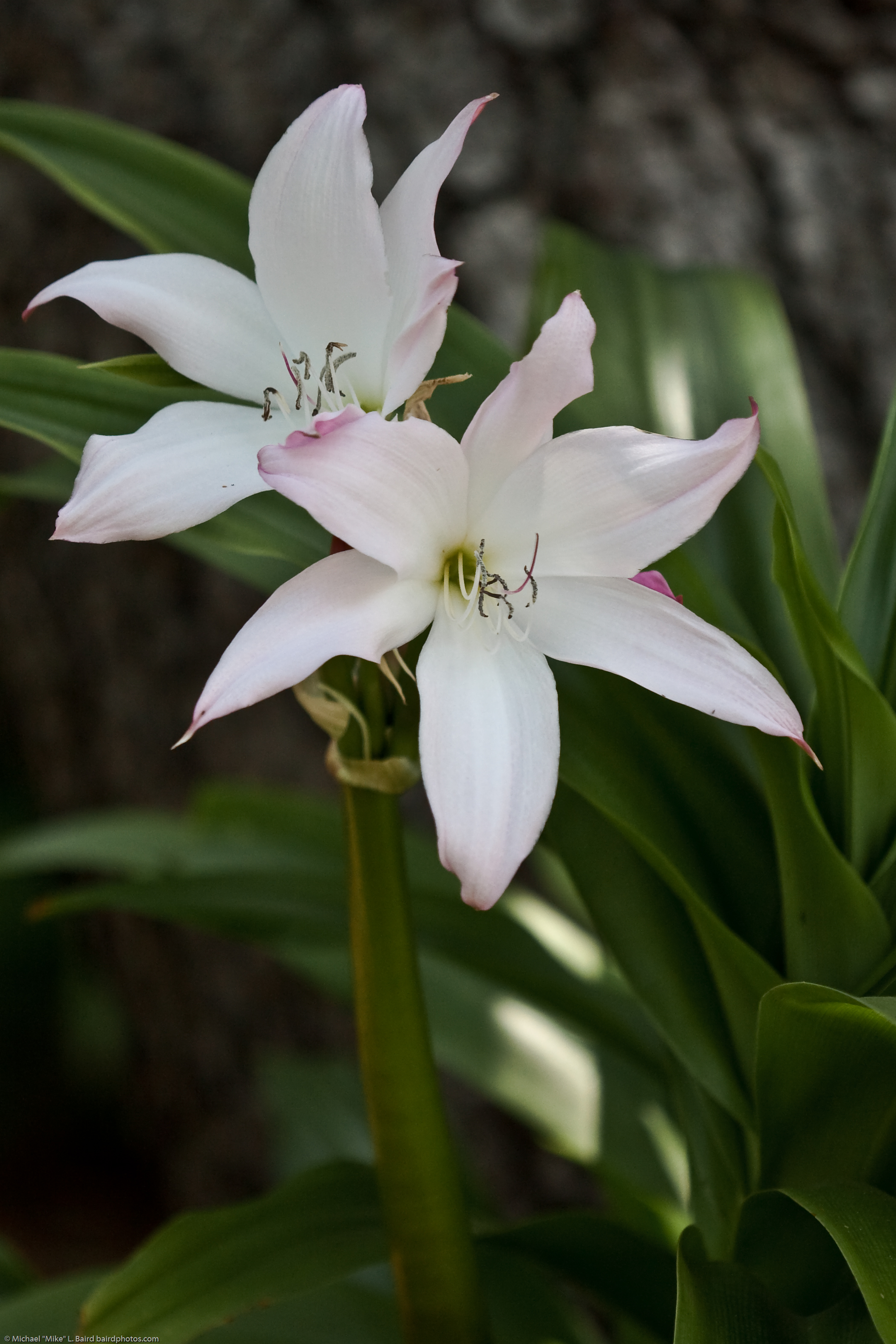
El híbrido de Sudáfrica × Amarcrinum.

La primera idea para construir el jardín comenzó en 1989, y en 1991 se incorporaron al proyecto la asociación « Friends of SLO Botanical Garden » (los amigos del jardín botánico de SLO). 
En 1993, fue firmado con el condado de San Luis Obispo un arriendo reanudable de 40 años para 150 acres (60 hectáreas). El jardín inicial de 2 acres (8,100 metros cuadrados) fue abierto al público en 1997. 
El plan de inicio fue completado en 1998, con el invernadero y el vivero. El centro de educación para la sostenibilidad verde de 4,000 pies cuadrados (370 m²) fue abierto en el año 2007.

## Colecciones
El jardín botánico está en formación. Cuando esté completado, el jardín botánico de San Luis Obispo será uno de los jardines botánicos más grandes de los Estados Unidos occidentales, con las siguientes áreas:
- El jardín de California que tendrá 47.40 acres (19.2 hectáreas) con nueve colecciones: arbolado de robles, bosque perennifolio mixto, prado, arbustos costeros, chaparral, cañada del sicómoro, ladera de ágaves yucas, bosque ripícola y humedal. Está previsto que exhiba especímenes de la flora del estado desde Baja california hacia el norte hasta un punto intermedio entre San Francisco y Eureka.

- El jardín de la Cuenca Mediterránea con 11.50 acres (4.7 hectáreas) será organizado en tres colecciones; oasis, en la zona alta Canarias, y ladera mediterránea.

- El jardín de Chile con 20.43 acres (8.3 hectáreas) será dedicado a la flora de Chile central con siete colecciones separadas; cresta de las araucarias, bosque de haya meridional, matorrales de costa, prados de puyas, arroyo chileno, bosque chileno mixto y palmeral chileno

- El jardín de África del Sur con 7.63 acres (3.1 hectáreas) contendrá tres colecciones: El área de las suculentas del cabo (Cabo de Buena Esperanza zona donde se desarrolla la flora suculenta más rica del mundo), alfombra floral del cabo y una alfombra de vegetación diversa tejida en un terreno de densos arbustos.

- El jardín de Australia del Sur y Suroeste con 12.50 acres (5.1 hectáreas) llevará a cabo cuatro colecciones a partir de dos áreas de Australia; un jardín de la familia protea, kwongan (pequeñas agrupaciones de arbolados de eucaliptos y matorrales asociados), karri, marri, y jarrah (una exhibición de árboles de eucalipto gigantes que se sitúan entre los árboles más altos del mundo) y ladera del árboles de hierba.

- El Huerto, Viña y Plantaciones de la Entrada de 12 acres (4.9 hectáreas) en esta zona se destacan las plantas de importancia económica - huertas uvas, nueces, pistachos, aceitunas y otras plantas productivas de las áreas de clima mediterráneo con la tierra cubierta de plantas de flor silvestres de cada región. También incluye el camino de la entrada con una avenida de cipreses del mediterráneo entremezclados con árboles de hoja ancha perennifolios.

- Los Jardines de Exploración 11 acres (4.5 hectáreas) contiene las agrupaciones de los jardines de exhibición. Se han identificado cinco áreas generales: terapia hortícola, ecología, biología, influencias culturales y oportunidades hortícolas.